# CING
K.K. CING (jap. 株式会社シング, Kabushiki kaisha Shingu, engl. CING Inc.) war ein japanischer Spieleentwickler mit Sitz in Fukuoka und einer Niederlassung in Tokio.
Ihr Entwicklungsgebiet umfasste die PlayStation 2, den Nintendo DS, die Nintendo Wii und zu großen Teilen auch Mobiltelefone. Gegründet wurde CING am 22. April 1999 in Fukuoka. 2003 wurde mit Garasu no Bara das erste Spiel für eine Konsole veröffentlicht.
Im März 2010 musste der Entwickler aufgrund von Schulden in Höhe von 256 Millionen Yen Insolvenz anmelden.

## Entwickelte Spiele
| Titel                                                       | Veröffentlichung          | System | Genre                      |
| ----------------------------------------------------------- | ------------------------- | ------ | -------------------------- |
| Garasu no Bara alternativ auch Glass Rose                   | 2003                      | PS2    | Adventure                  |
| Another Code: Doppelte Erinnerung                           | 2005                      | NDS    | Adventure                  |
| Hotel Dusk: Room 215                                        | 2007                      | NDS    | Adventure                  |
| Little King’s Story                                         | 2009                      | Wii    | Strategiespiel, Simulation |
| Another Code: R - Die Suche nach der verborgenen Erinnerung | 2009 (Nur Japan & Europa) | Wii    | Adventure                  |
| Again: Eye of Providence                                    | 2009 (Nur Japan & USA)    | NDS    | Adventure                  |
| Last Window: Das Geheimnis von Cape West                    | 2009 (Nur Japan & Europa) | NDS    | Adventure                  |
| Bokujo Monogatari Mobile Life                               | (Nur in Japan erschienen) | i-mode | Bauernhof-Simulation       |
| Gakko wo Tsukuro!                                           | (Nur in Japan erschienen) | i-mode | Schul-Simulation           |
| Kawa no Nushizuri                                           | (Nur in Japan erschienen) | i-mode | Angel-Simulation           |
| Moetan Online                                               | (Nur in Japan erschienen) | i-mode | Englisch-Lernprogramm      |
| Kisekaegokko                                                | (Nur in Japan erschienen) | i-mode | Dating-Sim                 |